# Liste der Baudenkmäler im Bonner Ortsteil Hochkreuz
Die folgende Liste enthält in der Denkmalliste ausgewiesene Baudenkmäler auf dem Gebiet des Bonner Ortsteils Hochkreuz im Stadtbezirk Bad Godesberg.
Hinweis: Die Reihenfolge der Denkmäler in dieser Liste orientiert sich an den Straßennamen und ist alternativ nach Hausnummern, Denkmallistennummer oder Bezeichnung sortierbar.
Basis ist die offizielle Denkmalliste der Stadt Bonn (Stand: 15. Januar 2021), die von der Unteren Denkmalbehörde geführt wird. Grundlage für die Aufnahme in die Denkmalliste ist das Denkmalschutzgesetz Nordrhein-Westfalens.
| Bild           | Bezeichnung      | Lage                                                                            | Beschreibung                                                          | Bauzeit   | Eingetragen seit  | Denkmal- nummer |
| -------------- | ---------------- | ------------------------------------------------------------------------------- | --------------------------------------------------------------------- | --------- | ----------------- | --------------- |
| weitere Bilder | Kreuzbauten      | Heinemannstraße 2–20/Godesberger Allee/Max-Löbner-Straße/Langer Grabenweg Karte | Zwei kreuzförmige Hochhäuser, vier kleinere Basisgebäude, Platzanlage | 1969–1975 | 2004              | A 3845          |
| weitere Bilder | Beethovendenkmal | Ludwig-Erhard-Allee Karte                                                       | Sitzplastik                                                           | 1926–1938 |                   | A 4063          |
| weitere Bilder | Rheinauenpark    | Rheinaue Karte                                                                  | Landschaftsarchitekten: Gottfried Hansjakob, Heinrich Raderschall     | 1973–1979 | 21. Dezember 2017 | A 4153          |